# Sarinda contraluz
Espèce
Sarinda contraluz est une espèce d'araignées aranéomorphes de la famille des Salticidae.

## Distribution
Cette espèce est endémique d'Uruguay. Elle se rencontre dans les départements de Montevideo, de Canelones, de Lavalleja et de Rivera

## Description
Le mâle holotype mesure 4,460 mm et la femelle paratype 4,68 mm.

## Systématique et taxinomie
Cette espèce a été décrite par Hagopián et Bustamante en 2024.

## Publication originale
- Hagopián, Bustamante, Laborda & Simó, 2024 : « Two new species of Sarinda Peckham & Peckham, 1892, with an update on Sarindini in Uruguay (Araneae: Salticidae). » European Journal of Taxonomy, vol. 925, p. 100-134 (texte intégral).